# Stanisław Widerszpil
Stanisław Widerszpil, właśc. Salomon Widerszpil (ur. 1 kwietnia 1921 w Rzeszowie, zm. 22 lipca 2022 w Warszawie) – polski socjolog i wykładowca akademicki.

## Życiorys
W latach 40. pracował w organach bezpieczeństwa państwa. Po ukończeniu studiów w Akademii Nauk Politycznych (1949) uzyskał stopień doktora (1955), następnie habilitację (1963) oraz tytuł profesorski (profesor nadzwyczajny 1970, profesor zwyczajny 1977). W latach 1952–1957 zatrudniony w charakterze pracownika naukowo-dydaktycznego Instytutu Nauk Społecznych przy KC PZPR, następnie był starszym wykładowcą, adiunktem, docentem i profesorem Wyższej Szkoły Nauk Społecznych przy KC PZPR i Akademii Nauk Społecznych. Od 1968 kierował Zakładem Socjologii WSNS, był także wicedyrektorem Instytutu Filozofii, Socjologii i Religioznawstwa (1981–1984), a po jego przekształceniach Instytutu Filozofii i Socjologii (1984–1990). Był również, w latach 1964-68, pracownikiem Politechniki Warszawskiej jako docent w Katedrze Ekonomii Politycznej na Wydziale Mechanicznym Energetyki i Lotnictwa. Był członkiem Komitetu Nauk Socjologicznych Polskiej Akademii Nauk (członek Prezydium Komitetu w latach 1975–1981) oraz Komitetu Nauk Politycznych PAN (od 1981 r.). Od 1978 wchodził w skład Rady Naukowej Instytutu Filozofii i Socjologii PAN. Był członkiem powołanego po wprowadzeniu w Polsce stanu wojennego „Zespołu Partyjnych Socjologów przy KC PZPR”[1]. Przewodniczący Rady Naukowej Instytutu Socjologii Uniwersytetu Śląskiego (1976–1981), członek Polskiej Komisji Problemowej Klasa robotnicza w światowym procesie rewolucyjnym, przewodniczący grupy roboczej Kształtowanie socjalistycznego sposobu życia w III Komisji Problemowej Akademii Nauk krajów socjalistycznych (od 1984 r.), członek Rady Naukowej Międzynarodowej Warneńskiej Szkoły Socjologicznej.
Członek Polskiego Towarzystwa Socjologicznego (od 1959 r.), członek Międzynarodowego Towarzystwa Socjologicznego, członek Komitetu Badawczego Stratyfikacji i Ruchliwości Społecznej. Członek Akademickiego Związku Walki Młodych Życie (1946–1948), Związku Akademickiego Młodzieży Polskiej, członek PPR (1945–1948) i PZPR (1948–1990), od 1971 lektor KC PZPR.
Po przełomie 1990 zatrudniony w uczelniach prywatnych, m.in. w Prywatnej Wyższej Szkole Businessu i Administracji oraz Wyższej Szkole Zarządzania Personelem. Wykładał w Prywatnej Wyższej Szkole Businessu, Administracji i Technik Komputerowych w Warszawie. 
Specjalizował się w socjologii organizacji, socjologii pracy i socjologii struktur społecznych. Autor ponad 135 prac naukowych.

## Nagrody i odznaczenia
- Nagroda resortowa III stopnia (1965)
- Nagroda resortowa II stopnia (1974, 1977 - zespołowa oraz 1984)
- Nagroda Przewodniczącego Komitetu ds. Radia i Telewizji (1970)
- Krzyż Oficerski Orderu Odrodzenia Polski
- Krzyż Kawalerski Orderu Odrodzenia Polski
- Złoty Krzyż Zasługi
- Srebrny Krzyż Zasługi
- Medal 10-lecia Polski Ludowej
- Medal Zwycięstwa i Wolności 1945
- Odznaka Grunwaldzka
- Medal „Za zwycięstwo nad Niemcami w Wielkiej Wojnie Ojczyźnianej 1941–1945” (ZSRR)
- Ludowy Order Zasługi V klasy z wieńcem (Bułgaria)

## Wybrane publikacje
- Geneza i charakter marksistowskiej socjologii, Państwowe Wydawnictwo Naukowe, Warszawa 1962;
- Teoria klas społecznych: wprowadzenie do socjologii klas i warstw społecznych, Państwowe Wydawnictwo Naukowe, Warszawa 1965;
- Przemiany struktury klasowej w Polsce, Wyższa Szkoła Nauk Społecznych przy KC PZPR, Warszawa 1971;
- Refleksje nad rozwojem współczesnego społeczeństwa polskiego: przyczynek do teorii społeczeństwa socjalistycznego, Instytut Wydawniczy CRZZ, Warszawa 1979;
- Nierówności i rozwój: struktura społeczna – społeczne siły rozwoju, Polska Zjednoczona Partia Robotnicza. Akademia Nauk Społecznych. Zakład Socjologii Ogólnej, Warszawa 1989